# Leo VI van Byzantium
Leo VI de Wijze (Grieks: Λέων ΣΤ΄ ὁ Σοφός, Leōn VI ho Sophos, "De Wijze") (waarschijnlijk Constantinopel, 19 september 866 - aldaar, 11 mei 912) was van 886 tot 912 keizer van het Byzantijnse Rijk.
Leo was een zoon van keizerin Eudokia Ingerina; zijn vader was ofwel haar man Basileios I, ofwel haar minnaar Michaël III. Hij wordt beschouwd als een groot wetgever en de schrijver van een aantal stukken religieuze poëzie, waarmee hij zijn erenaam de Wijze verdiende. Hij hervormde het staatsbestel dat steeds meer gecentraliseerd en autocratisch werd.
In de buitenlandse politiek was hij echter minder gelukkig. Hij kon zich niet langer alleen op de Abbasiden concentreren, want de Bulgaren werden onder hun khan Simeon I weer een ernstige bedreiging. Leo deed daarom een beroep op de Magyaren (Hongaren) die het gebied tussen de Dnjepr en de Donau in bezit genomen hadden om de Bulgaren in de rug aan te vallen. Hiermee werden de Magyaren voor het eerst een belangrijke mededinger op de Balkan. De Byzantijnen werden verslagen in de Slag bij Bulgarophygon (896) en de keizer moest zware schatting betalen en grote delen gebied afstaan.
Ook op Sicilië ging het mis. In 902 namen de Arabieren Taormina in, waardoor ze na 75 jaar strijd eindelijk het hele eiland in handen kregen. Zij vielen ook Thessaloniki aan en richtten er een verschrikkelijk bloedbad aan. Daarna begon Leo meer aan de verdedigingswerken te doen en in 905 werd de Arabische vloot in de Egeïsche Zee verslagen, maar een expeditie naar hun uitvalsbasis Kreta liep weer op een ramp uit.
Al Leo's moeite was uiteindelijk min of meer voor niets. Een lichtpuntje was echter dat er voor het eerst contacten gelegd werden met het Kievse Rijk: in 911 werd er een handelsovereenkomst gesloten, nadat eerst prins Oleg de Wijze vreedzaam maar dreigend zijn grote vloot in de Bosporus vertoond had.
Leo had ook problemen met zijn diverse echtgenotes en met de kerk. Hem werd zelfs de toegang tot de Hagia Sophia ontzegd, maar Leo wist wel wat hem in zo'n geval te doen stond. Hij deed een beroep op de paus, die altijd graag zijn rivaal de patriarch het leven zuur maakte.
Leo stierf na een leven vol zorg op 12 mei 912 en liet het rijk na aan zijn zesjarige zoontje Constantijn VII onder voogdijschap van zijn broer Alexander. Deze had al eerder de troon met hem gedeeld, maar hij gaf niets om regeren en des te meer om plezier maken.
In het Oosters Christendom worden zowel hij als zijn vrouw Theophano Martinakia als heiligen vereerd.